# Копица, Давид Демидович
Давид Демидович Копица (7 июля 1906, Слобода, Винницкая губерния, Российская империя — 15 декабря 1959, Киев, УССР, СССР) — советский и украинский литературовед и сценарист, Член Союза писателей СССР.

## Биография
Родился 7 июля 1906 года в Слободе. После окончания средней школы поступил в Харьковский институт общественного образования, а после его окончания поступил на аспирантуру при Институте литературы имени Т. Г. Шевченко. В 1932 году вступил в штат ВУФКУ, где он в течение года работал в должности редактора. С 1933 по 1941 год работал научным сотрудником Института украинской литературы имени Т. Г. Шевченко. В 1941 году в связи с началом ВОВ ушёл добровольцем на фронт и прошёл всю войну. После демобилизации возглавил Киевскую киностудию, одновременно с этим являлся главным редактором журнала Витчизна. Сценарной деятельностью занимался с 1926 года.
Скончался 15 декабря 1959 года в Киеве. Похоронен на Байковом кладбище.

## Фильмография

### Сценарист
- 1956 —
  - Кони не виноваты (оригинальный текст — Михаил Коцюбинский)
  - Пекоптёр (оригинальный текст — Михаил Коцюбинский)